# Daniela Bobadilla
Daniela Bobadilla (Ciudad de México; 4 de abril de 1993) es una actriz mexicano-canadiense. Es más conocida por interpretar a Sam Goodson en la serie de televisión de FX Anger Management. También ha aparecido en otras películas y series de televisión como Mamá de Tropa del Señor, el drama de NBC Awake, la serie de ABC The Middle, y las películas de Lifetime Lies in Plain Sight, The Cheating Pact y Perfect High.

## Primeros años
Bobadilla nació en Ciudad de México. Sus padres son Carlos y Haydee. Posee ascendencia mexicana y española. Su familia se mudó al Distrito de Vancouver Norte y luego a las cercanías de Coquitlam. Desde pequeña mostró interés por la actuación, y así como una afición por el patinaje artístico sobre hielo. Mientras cursaba en Summit Middle School, tomó clases de actuación en el departamento de teatro de la escuela, y luego en Theatrix Youththeatre Sociedad. Pasó a participar en numerosas producciones incluyendo Fiddler on the Roof, High School Musical y El mago de Oz. Empezó a audicionar para películas y papeles de televisión mientras cursaba en Heritage Woods Secondary School.

## Carrera
En 2008, Bobadilla ganó el título de Port Moody Idol. Poco después, tuvo apariciones en dos series de The CW producidas en Canadá, Smallville y Supernatural, y poco después se mudó con su familia a Los Ángeles. Su primer papel protagónico lo tuvo en la película Lies in Plain Sight, en la cual interpretó una niña de 13 años ciega. Más tarde apareció en un episodio de Lies To Me, y en la película Oliver's Ghost.
En 2012, interpretó a Sam Goodson, la hija obsesiva-compulsiva de 13 años del personaje de Charlie Sheen en la serie de FX Anger Management. El rol se convirtió rápidamente en el más extenso de Bobadilla, pues a la serie se le ordenaron 100 episodios continuos (su personaje apareció en 55 episodios).
En 2013, interpretó el personaje principal, Heather, en la película de Lifetime, The Cheating Pact. En 2015, fue escogida como personaje principal para otra película de Lifetime, Perfect High.  Al principio de la séptima temporada de The Middle, Bobadilla interpretó al rol secundario Lexie Brooks..

## Vida personal
En 2018, Bobadilla se casó con su coestrella de The Middle Beau Wirick.

## Filmografía

### Películas
| Año  | Título                            | Personaje       | Notas                            |
| ---- | --------------------------------- | --------------- | -------------------------------- |
| 2012 | Tomorrow Maybe                    | Jessica         | Cortometraje                     |
| 2012 | Rosita Lopez for President        | Rosita Lopez    | Cortometraje                     |
| 2015 | National Signing Day              | Mary Beth       |                                  |
| 2015 | Texas Heart                       | Alison          |                                  |
| 2015 | The Highway is for Gamblers       | Rosa            |                                  |
| 2016 | Odious                            | Gina            |                                  |
| 2016 | Face to Face                      | Madison Daniels | Película directamente para video |
| 2017 | Ferdinand                         | Tall Nun        | Voz                              |
| 2019 | Justice League vs. The Fatal Five | Miss Martian    | Voz                              |

### Televisión
| Año       | Título                             | Personaje            | Notas                                 |
| --------- | ---------------------------------- | -------------------- | ------------------------------------- |
| 2009      | Smallville                         | Fanática adolescente | Episodio: «Infamous»                  |
| 2009      | Mr. Troop Mom                      | Naomi Serrano        | Película para televisión              |
| 2010      | Supernatural                       | Sydney Frankle       | Episodio: «Swap Meat»                 |
| 2010      | Lie to Me                          | Deedee Fletcher      | Episodio: «The Royal We»              |
| 2010      | Lies in Plain Sight                | Sofia joven          | Telefilme                             |
| 2011      | Oliver's Ghost                     | Jenny McCaffrey      | Telefilme                             |
| 2012      | Desperate Housewives               | Marisa Sanchez       | 2 episodios                           |
| 2012      | Awake                              | Emma                 | 6 episodios                           |
| 2012–2014 | Anger Management                   | Sam Goodson          | Elenco principal; 55 episodios        |
| 2012      | Emily Owens, M.D.                  | Payson Sorriano      | Episodio: «Emily and... the Outbreak» |
| 2013      | Bucket & Skinner's Epic Adventures | Danielle Smith       | Episodio: «Epic Copycat»              |
| 2013      | Big Time Rush                      | Dara Laramie         | Episodio: «Big Time Cameo»            |
| 2013      | The Cheating Pact                  | Heather Marshall     | Telefilme                             |
| 2014      | The Night Shift                    | Nina                 | Episodio: «Blood Brothers»            |
| 2015      | Mothers of the Bride               | Jenna Wolf           | Telefilme                             |
| 2015      | Perfect High                       | Riley Taft           | Telefilme                             |
| 2016–2018 | The Middle                         | Lexie Brooks         | Papel secundario (temporadas 7-9)     |
| 2017      | The Rachels                        | Roxie                | Telefilme                             |
| 2019      | Young Justice: Outsiders           | Andy Nash / Mist     | Voz; episodio: «Triptych»             |
| 2019      | Modern Family                      | Trish                | Episodio: «Pool Party»                |